# François Peyrard
François Peyrard (* 29. Oktober 1759 in Vial in Saint-Victor-Malescours, Département Haute-Loire; † 3. Oktober 1822 in Paris) war ein französischer Gelehrter, Bibliothekar und Übersetzer.

## Leben
Er ist bekannt für die Entdeckung eines griechischen Manuskripts der Elemente des Euklid in den von Napoleon in der Bibliothek des Vatikans beschlagnahmten Manuskripten, die eine Rekonstruktion des griechischen Textes ohne die Bearbeitungen von Theon von Alexandria ermöglichte. Auf dem von ihm gefundenen Manuskript (Vaticanus graecus 190) basierte eine eigene, von Peyraud in Paris 1804 veröffentlichte Übersetzung ins Französische, wobei er von Jean Baptiste Joseph Delambre unterstützt wurde, der die Übersetzung prüfte und mit dem Original verglich. Peyrard benutzte den Text (und andere Manuskripte) allerdings, um die Basler Ausgabe (1533) zu korrigieren. Eine von Grund auf neu erstellte kritische Ausgabe erstellte erst Heiberg. Neben den Elementen gab er in der Ausgabe von 1814 bis 1818 auch die Data heraus.
Peyrard ging in Monistrol-sur-Loire und Puy-en-Velay zur Schule. Nachdem seine Eltern starben ging er zu den Französischen Garden, um der von seinen Verwandten für ihn vorgesehenen Priesterlaufbahn zu entgehen, und setzte dort seine Studien fort. 1785 verließ er die Gardes françaises, unterrichtete als Privatlehrer und heiratete 1787. Nachdem er schon 1786 unentgeltlich Mathematik (Geometrie) unterrichtet hatte, schloss er sich in der Französischen Revolution Bestrebungen zur Volksbildung an und war 1793 Mitglied einer Kommission des Konvents zur Reform des Bildungswesens, die am 15. September 1793 dem Konvent ihre Vorschläge unterbreitete. Ihr gehörten auch die Mathematiker Joseph-Louis Lagrange, Gaspard Monge und Alexandre-Théophile Vandermonde an sowie der Chemiker Claude-Louis Berthollet. Sie sprachen sich für die Einrichtung einiger zentraler Universitäten aus und den Erhalt des Collège de France. Außerdem inspizierte er mit Berthollet Kanonen und andere Waffen für die französische Armee und begleitete den Gesandten Konvents Lemoine als dessen Sekretär in verschiedene mittelfranzösische Départements, um die Kohle- und Waffenproduktion zu inspizieren. Nach seiner Rückkehr wurde er 1795 Bibliothekar, Sekretär des Verwaltungsrats und Redakteur des Journals der École polytechnique. Er erweiterte die Bibliothek von 564 auf über 10.000 Bände bis zum Ende seiner Dienstzeit 1804. An der Ecole Polytechnique war er mit seinem Vorgesetzten Lermina in einen heftigen Streit verwickelt, über den er sich beim Ministerium beschwerte, da er sich als Opfer von Intrigen sah. Tieferer Anlass war, dass dieser Peyrards einem Professor entsprechendes Gehalt halbierte (und sein eigenes verdoppelte). Das und andere Streitigkeiten, in die Peyrard an der Ecole Polytechnique verwickelt war und die das Betriebsklima störten, sowie Vernachlässigung seiner Dienstpflichten (er war stark in seine Übersetzertätigkeiten eingespannt) führten dazu, dass er 1804 an der Ecole Polytechnique entlassen wurde. Im Jahr 1806 (möglicherweise auch erst 1810) wurde er Professor am Lycée Bonaparte. 
Seine Übersetzung der Elemente erschien 1804 und wurde gleich offiziell als Schulbuch vom Ministerium empfohlen, eine ausführliche Ausgabe nach dem von ihm entdeckten Manuskript mit dem griechischen Text erschien 1814 bis 1818. Außerdem übersetzte er Archimedes (mit Kommentar). Er übersetzte auch die Dichtungen des Horaz und Heinrich Cornelius Agrippa von Nettesheim. 1793/94 veröffentlichte er einen philosophischen Essay De la Nature et de ses Lois, in dem er sich auch für den Bau des Suezkanals einsetzte. Eine Übersetzung der Kegelschnitte von Apollonios von Perge (Manuskript im Nachlass) blieb ungedruckt.

## Schriften
- De la nature et de ses lois, Paris 1793/94
- Précis historique des principales descentes qui ont été faites dans la Grande-Bretagne depuis Jules César jusqu’à l’an V de la République, Paris, 1798
- Poésies complètes d’Horace, Paris, 1803
- C. Agrippa: De la supériorité de la femme au-dessus de l’homme, Paris 1801
- Traité de l’incertitude des sciences de C. Agrippa, Paris, 1803
- Eléments de géométrie d’Euclide, Paris: F. Louis 1804, Gallica
- Les Oeuvres d’Euclide, Paris 1814–1818 (in Griechisch, Latein und Französisch)
  - Band 1, Band 2, Band 3
  - Seine Übersetzung wurde 1966 bei A. Blanchard in Paris neu aufgelegt  (Vorwort Jean Itard).
- Oeuvres d’Archimede, Paris: F. Buisson 1807, Archive

1798 und danach gab er den Cours de mathématiques de Bézout neu heraus.